# Grande mosquée Mohammed-VI de Saint-Étienne
La grande mosquée Mohammed-VI est un édifice religieux musulman sunnite situé à Saint-Étienne, en France.

## Histoire
La mosquée est nommée en l'honneur de Mohammed VI, roi du Maroc depuis 1999.